# Apanteles myeloenta
Apanteles myeloenta är en stekelart som beskrevs av Wilkinson 1937. Apanteles myeloenta ingår i släktet Apanteles och familjen bracksteklar. Inga underarter finns listade i Catalogue of Life.